# زادیوارکاش
زادیوارکاش (به مجاری:  Zagyvarékas) یک منطقهٔ مسکونی در مجارستان است که در ناحیه سولنوک واقع شده‌است. زادیوارکاش ۳۱٫۷۱ کیلومتر مربع مساحت و ۳٬۴۲۲ نفر جمعیت دارد.